# Seattle Seahawks 1999
La stagione 1999 dei Seattle Seahawks è stata la 24ª della franchigia nella National Football League.
La stagione '99 fu l'ultima giocata dai Seahawks al Kingdome e la prima con capo-allenatore Mike Holmgren. Fu la prima volta che Seattle raggiunse i playoff nelle ultime undici stagioni e sarebbe rimasta l'ultima sino al 2003.

## Scelte nel Draft NFL 1999
| Giro/Scelta | Giocatore        | Ruolo            | College              |
| ----------- | ---------------- | ---------------- | -------------------- |
| 1/22        | Lamar King       | Defensive end    | Saginaw Valley State |
| 3/77        | Brock Huard      | Quarterback      | Washington           |
| 3/82        | Karsten Bailey   | Wide receiver    | Auburn               |
| 4/115       | Antonio Cochran  | Defensive End    | Georgia              |
| 5/140       | Floyd Wedderburn | Offensive tackle | Penn State           |
| 5/152       | Charlie Rogers   | Wide Receiver    | Georgia Tech         |
| 6/170       | Steve Johnson    | Cornerback       | Tennessee            |

## Staff
Fonte:

## Roster
| Roster dei Seattle Seahawks nella stagione 1999 |
| --- |
| Quarterback - 13 Glenn Foley - 7 Jon Kitna Running Back - 34 Reggie Brown FB - 41 Dustin Johnson FB - 44 Brian Milne - 38 Mack Strong FB - 32 Ricky Watters Wide Receiver - 83 Karsten Bailey - 19 Fabien Bownes - 81 Sean Dawkins - 84 Joey Galloway - 82 Charles Jordan - 87 Derrick Mayes - 85 Mike Pritchard - 83 Robert Wilson Tight End - 86 Christian Fauria - 88 Deems May - 49 Itula Mili Offensive Linemen - 63 Frank Beede G - 60 Greg Bloedorn C - 53 Kevin Glover C - 62 Chris Gray C - 68 Brian Habib G - 71 Walter Jones T - 66 Pete Kendall G - 61 Mark Rodenhauser C - 74 Todd Weiner T - 69 Grant Williams T Defensive Linemen - 98 Sam Adams DT - 90 Antonio Cochran DE - 93 Phillip Daniels DE - 96 Cortez Kennedy DT - 92 Lamar King DE - 67 Matt LaBounty DE - 76 Riddick Parker DT - 70 Michael Sinclair DE Linebacker - 94 Chad Brown - 58 Scott Fields - 56 James Logan - 50 DeShone Myles - 51 Anthony Simmons - 59 Darrin Smith - 95 James Willis Defensive Back - 20 Jay Bellamy S - 26 Chris Canty - 43 Joey Eloms - 21 Randy Fuller - 36 Merton Hanks - 40 Kerry Joseph - 24 Shawn Springs CB - 21 Cordell Taylor - 22 Fred Thomas - 25 Brian Walker - 33 Darryl Williams S - 23 Robert Williams - 27 Willie Williams CB Special Team - 10 Jeff Feagles P - 30 Ahman Green KR - 2 Todd Peterson K - 31 Charlie Rogers PR |
| Legenda - I rookie sono in corsivo. - Il primo ruolo è il principale mentre gli eventuali successivi indicano i ruoli secondari. - (IR) sta per Injured Reserve ed indica la lista ristretta per un solo giocatore infortunato che può tornare ad allenarsi dopo la settimana 6 e a rientrare in prima squadra dopo che questa ha giocato 8 partite. - (NF-Inj.) / (NF-Ill.) stanno rispettivamente per Non-Football Injured e Non-Football Illness ed indicano le liste dove viene inserito un giocatore che ha un infortunio o una malattia non dipendente dal football americano. - (PUP) sta per Physically Unable to Perform ed indica la lista dove viene inserito un giocatore mentre è in attesa di recuperare la condizione fisica. Nella stagione regolare dopo la sesta partita giocata dalla propria squadra, il giocatore ha tempo tre settimane per riprendere ad allenarsi, più tre settimane aggiuntive dal suo rientro agli allenamenti per rientrare in prima squadra. |

## Calendario

### Stagione regolare
| Turno | Data               | Avversario            | Risultato          | Stadio                      | Record             | Pubblico           |                    |                    |                    |
| 1     | 12/9/1999          | Detroit Lions         | S 20-28            | Kingdome                    | 0-1                | 66.238             |                    |                    |                    |
| 2     | 19/9/1999          | @ Chicago Bears       | V 14-13            | Soldier Field               | 1-1                | 66.944             |                    |                    |                    |
| 3     | 26/9/1999          | @ Pittsburgh Steelers | V 29-10            | Three Rivers Stadium        | 2-1                | 57,881             |                    |                    |                    |
| 4     | 3/10/1999          | Oakland Raiders       | V 22-21            | Kingdome                    | 3-1                | 66.400             |                    |                    |                    |
| 5     | Settimana di pausa | Settimana di pausa    | Settimana di pausa | Settimana di pausa          | Settimana di pausa | Settimana di pausa | Settimana di pausa | Settimana di pausa | Settimana di pausa |
| 6     | 17/10/1999         | @ San Diego Chargers  | S 10-13            | Qualcomm Stadium            | 3-2                | 59.432             |                    |                    |                    |
| 7     | 24/10/1999         | Buffalo Bills         | V 26-16            | Kingdome                    | 4-2                | 66.301             |                    |                    |                    |
| 8     | 1/11/1999          | @ Green Bay Packers   | V 27-7             | Lambeau Field               | 5-2                | 59.869             |                    |                    |                    |
| 9     | 7/11/1999          | Cincinnati Bengals    | V 37-20            | Kingdome                    | 6-2                | 66.303             |                    |                    |                    |
| 10    | 14/11/1999         | Denver Broncos        | V 20-17            | Kingdome                    | 7-2                | 66.314             |                    |                    |                    |
| 11    | 21/11/1999         | @ Kansas City Chiefs  | V 31-19            | Arrowhead Stadium           | 8-2                | 78.714             |                    |                    |                    |
| 12    | 28/11/1999         | Tampa Bay Buccaneers  | S 3-16             | Kingdome                    | 8-3                | 66.314             |                    |                    |                    |
| 13    | 5/12/1999          | @ Oakland Raiders     | S 21-30            | Network Associates Coliseum | 8-4                | 44.716             |                    |                    |                    |
| 14    | 12/12/1999         | San Diego Chargers    | S 16-19            | Kingdome                    | 8-5                | 66.318             |                    |                    |                    |
| 15    | 19/12/1999         | @ Denver Broncos      | S 30-36 DTS        | Mile High Stadium           | 8-6                | 65.987             |                    |                    |                    |
| 16    | 26/12/1999         | Kansas City Chiefs    | V 23-14            | Kingdome                    | 9-6                | 66,332             |                    |                    |                    |
| 17    | 2/1/2000           | @ New York Jets       | S 9-19             | The Meadowlands             | 9-7                | 78.154             |                    |                    |                    |

### Playoff
| Turno     | Data     | Avversario     | Risultato | Stadio   | Pubblico |
| Wild card | 9/1/2000 | Miami Dolphins | S 17-20   | Kingdome | 66.170   |

Questo fu l'ultimo evento tenuto al Kingdome (1976-2000).  Il 26 marzo 2000 lo stadio fu demolito per far posto al nuovo Seahawks Stadium.

## Classifiche
| (3) Seattle Seahawks | 9 | 7  | 0 | .563 | 338 | 298 | S1 |
| Kansas City Chiefs   | 9 | 7  | 0 | .563 | 390 | 322 | S2 |
| San Diego Chargers   | 8 | 8  | 0 | .500 | 269 | 316 | V2 |
| Oakland Raiders      | 8 | 8  | 0 | .500 | 390 | 329 | V1 |
| Denver Broncos       | 6 | 10 | 0 | .375 | 314 | 318 | S1 |

## Leader della squadra
| Leader della squadra   |                               |       |
| Categoria              | Giocatore                     | N.    |
| Yard passate           | Jon Kitna                     | 3.346 |
| Touchdown passati      | Jon Kitna                     | 23    |
| Yard corse             | Ricky Watters                 | 1.210 |
| Touchdown su corsa     | Ricky Watters                 | 5     |
| Ricezioni              | Derrick Mayes                 | 62    |
| Yard ricevute          | Sean Dawkins                  | 992   |
| Touchdown su ricezione | Derrick Mayes                 | 10    |
| Sack                   | Phillip Daniels               | 9,0   |
| Intercetti             | Willie Williams Shawn Springs | 5     |